# Montferrer i Castellbò
Montferrer i Castellbò és un municipi de Catalunya situat a la comarca de l'Alt Urgell. El cap municipal és el poble de Montferrer. Inclou l'entitat municipal descentralitzada de Vila i Vall de Castellbò, que incloïa l'antiga vila de Castellbò, amb el seu terme.

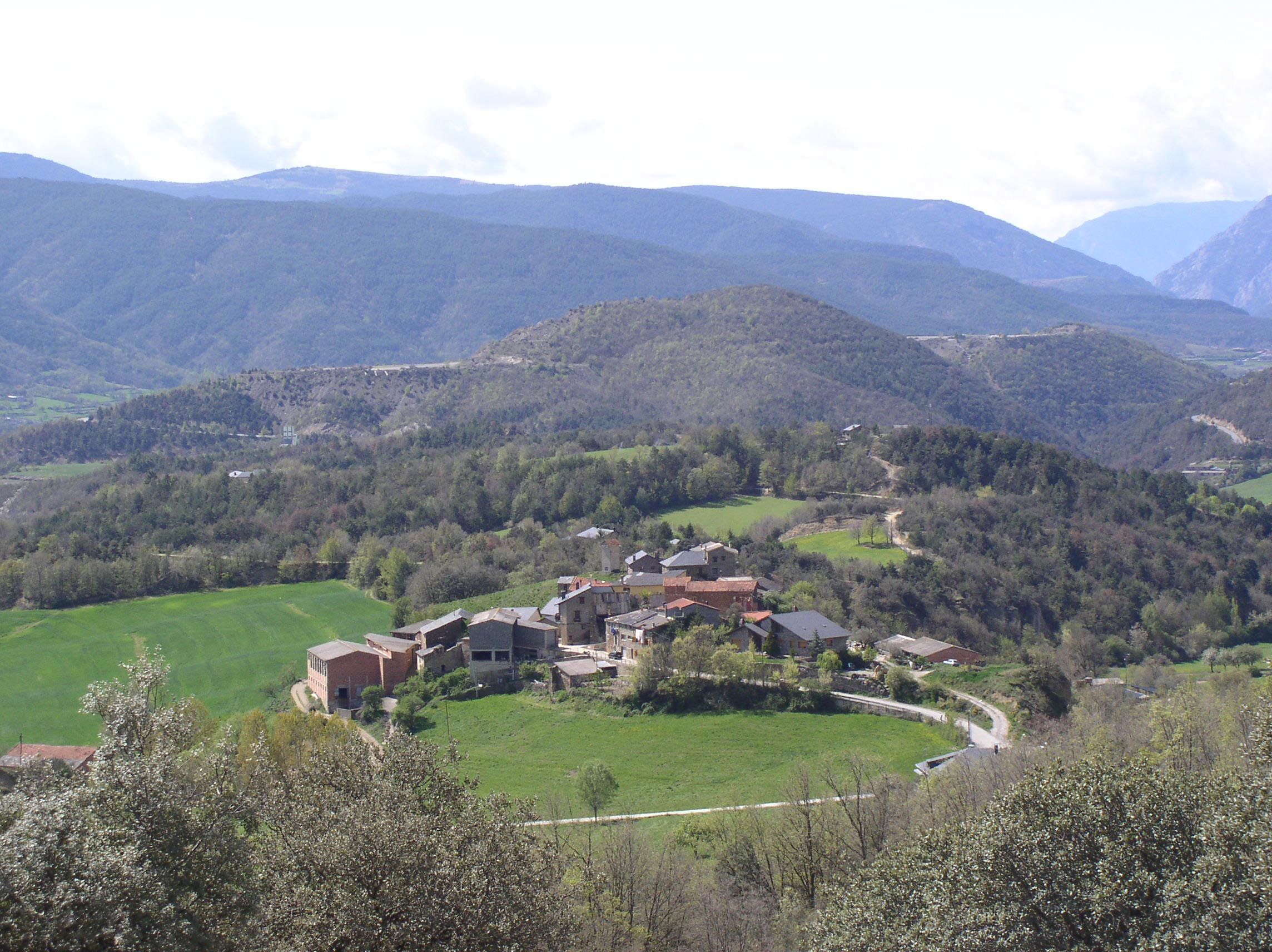
Bellestar

L'actual municipi és el resultat de l'annexió del terme de Castellbò al d'Aravell i Ballestá, canviant la denominació a l'actual i sent Montferrer el cap municipal. El municipi d'Aravell i Bellestar va sorgir arran de la fusió dels municipis d'Aravell, Bellestar i Montferrer. El 1989 va canviar l'accent del nom de Montferrer i Castellbó.
| Entitat de població         | Habitants (2023) |
| el Balcó del Pirineu        | 307              |
| Montferrer                  | 228              |
| Aravell                     | 194              |
| Bellestar                   | 126              |
| Castellbò                   | 82               |
| Vilamitjana del Cantó       | 54               |
| Guils del Cantó             | 19               |
| Albet                       | 17               |
| Santa Creu de Castellbò     | 16               |
| Pallerols del Cantó         | 15               |
| Sant Andreu de Castellbò    | 11               |
| Cassovall                   | 8                |
| Sarcedol                    | 6                |
| Turbiàs                     | 5                |
| Seix                        | 5                |
| Solanell                    | 2                |
| Solans                      | 2                |
| Carmeniu                    | 1                |
| Sallent de Castellbò        | 1                |
| Avellanet                   | 1                |
| Saulet                      | 1                |
| Vila-rubla                  | 1                |
| Sendes                      | 0                |
| Aeroport de la Seu d'Urgell | 0                |
| les Eres                    | 0                |
| Canturri                    | 0                |
| Sant Joan de l'Erm          | 0                |
| Font: Idescat               |                  |

## Geografia
- Llista de topònims de Montferrer i Castellbò (Orografia: muntanyes, serres, collades, indrets..; hidrografia: rius, fonts...; edificis: cases, masies, esglésies, etc).

## Situació
El terme municipal de Montferrer i Castellbò afronta per tot el sector nord-oriental amb el municipi d'Anserall. A llevant ho fa amb el municipi de la Seu d'Urgell, al sud i sud-est amb el Pla de Sant Tirs (Ribera d'Urgellet) i al sud-oest amb el de Noves de Segre (Les Valls d'Aguilar). A ponent termeneja amb Soriguera i Llavorsí, i al nord amb Farrera, tots ells del Pallars Sobirà.

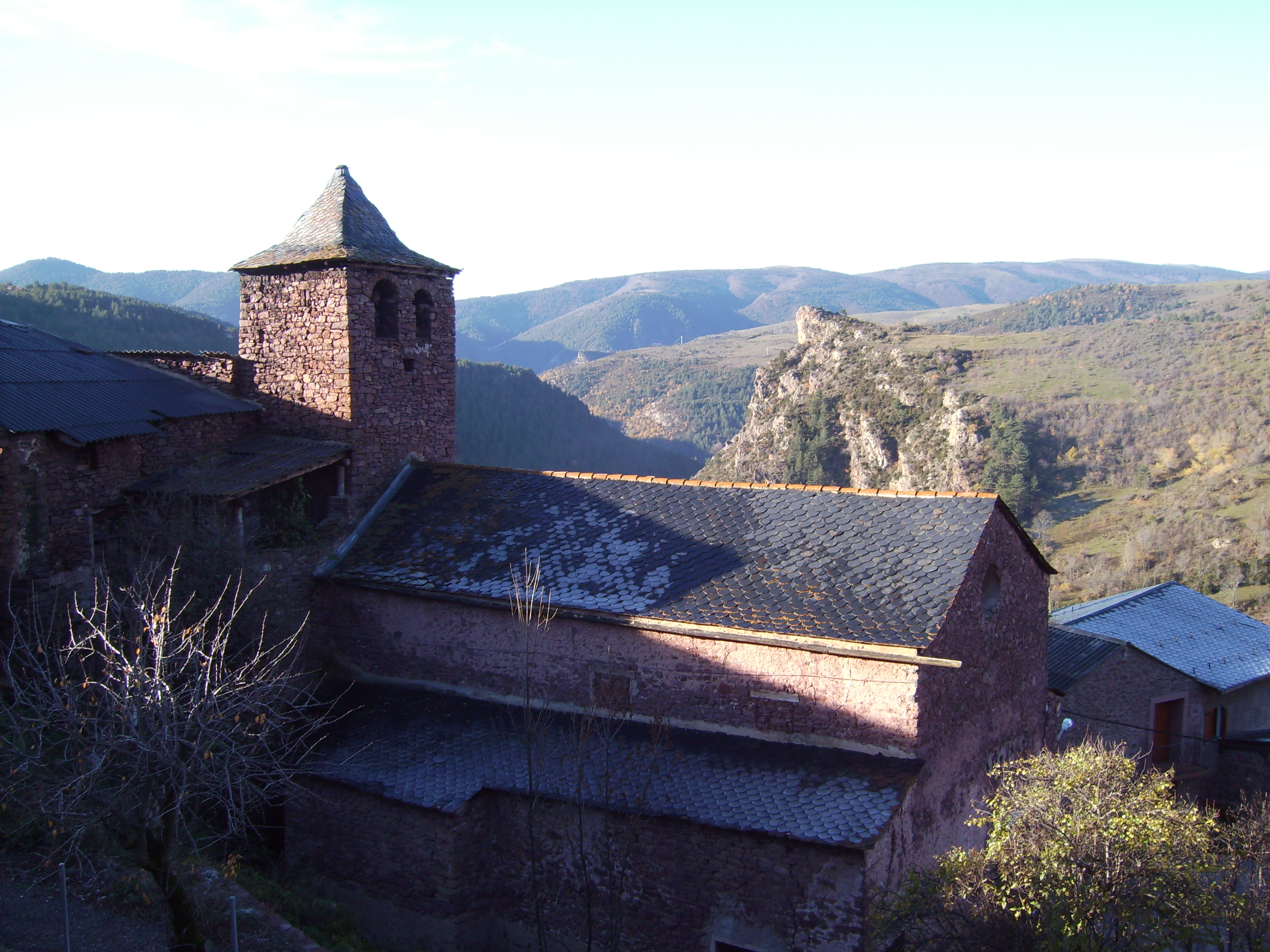
Església de Guils del Cantó

El municipi, a banda del seu cap, Montferrer de Segre, comprèn els pobles d'Aravell, Bellestar, Sallent, Seix, Albet, Turbiàs, Santa Creu, Sant Andreu, Carmeniu, Cercèdol, Avellanet, Vilamitjana, Pallerols del Cantó, Cassovall, Canturri, Guils del Cantó i Vila-rubla, i els despoblats de les Eres, Sendes, Solanell, Campmajor i Castellnovet. També integren la vila de Castellbò els llogarets de Saulet i Solans, la urbanització del Balcó del Pirineu, Sant Joan de l'Erm —on hi ha una estació d'esquí— i l'enclavament dels Castellins, situat entre el Pla de Sant Tirs i Noves de Segre, al sud-oest del terme de Montferrer i Castellbò.
El terme de Montferrer i Castellbò és integrat a la depressió del Segre. En realitat, els nuclis de poblament es reparteixen en tres valls que aboquen les aigües bé al Segre, bé a alguna vall subsidiària. La vall principal, centre històric del vescomtat de Castellbò, és la vall del riu de Castellbò, la més àmplia, que aboca les aigües directament al Segre. Més petites són les valls del riu de Pallerols (que desguassa al riu de la Guàrdia, dins el terme de Noves de Segre) i la vall del riu de Guils, subsidiària del riu de Castellàs, que a la vegada ho és del riu de la Guàrdia i la vall del riu de Mare de Déu de la Trobada (Bellestar).

Entitats de població de Montferrer i Castellbò

El terme de Montferrer i Castellbó és integrat al Parc Natural de l'Alt Pirineu.

## Història
La història de la vall de Castellbò va íntimament lligada a la del vescomtat a què va donar nom. En la documentació més antiga és anomenada vall de Castell-lleó (Castro Leonis), nom que va conservar fins a mitjan segle xi, en què apareix documentada la forma actual, Castellbò (Castriboni o Castrobono). A part la vila de Castellbò, cap i centre de la vall, el poblament era distribuït en els nuclis següents, habitats almenys des de l'edat mitjana: Sallent, Seix, Albet, Turbiàs, Solanell, Santa Creu, les Eres, Sant Andreu, Carmeniu, Cercèdol, Avellaner, Castellnou, Vilamitjana i Sendes. Alguns d'ells són ja esmentats en l'acta de consagració de la catedral d'Urgell, entre les parròquies pertanyents al bisbat: Vilamitjana (Vilamediana), Carmeniu (Kasamuniz), Santa Creu (Sancta Cruce cum Stacione) i Solanell (Solanello).

## Demografia
| 1497 f | 1515 f | 1553 f | 1717  | 1787  | 1857  | 1877  | 1887  | 1900  | 1910  |
| ------ | ------ | ------ | ----- | ----- | ----- | ----- | ----- | ----- | ----- |
| 38     | 247    | 188    | 1.181 | 1.290 | 2.710 | 2.007 | 1.670 | 1.305 | 1.457 |

| 1920  | 1930  | 1940  | 1950  | 1960  | 1970 | 1981 | 1990 | 1992 | 1994 |
| ----- | ----- | ----- | ----- | ----- | ---- | ---- | ---- | ---- | ---- |
| 1.626 | 1.534 | 1.388 | 1.327 | 1.181 | 825  | 613  | 650  | 673  | 673  |

| 1996 | 1998 | 2000 | 2002 | 2004 | 2006 | 2008  | 2010  | 2012  | 2014  |
| ---- | ---- | ---- | ---- | ---- | ---- | ----- | ----- | ----- | ----- |
| 730  | 728  | 738  | 753  | 817  | 944  | 1.070 | 1.086 | 1.036 | 1.027 |

| 2016  | 2018  | 2020  | 2022  | 2024  | 2026 | 2028 | 2030 | 2032 | 2034 |
| ----- | ----- | ----- | ----- | ----- | ---- | ---- | ---- | ---- | ---- |
| 1.050 | 1.074 | 1.034 | 1.083 | 1.164 | -    | -    | -    | -    | -    |

El primer cens és del 1970 després de la fusió de Vila i Vall de Castellbò (creat el 1920 per fusió de Castellbò i Vall de Castellbò), Guils del Cantó, Pallarols del Cantó i Aravell. Les dades anteriors són la suma dels antics municipis.

## Llocs d'interès
- Monestir de Santa Cecília d'Elins.
- Refugi Pallerols